# Viguiera
 (décembre 2024).
Genre
Classification phylogénétique
Les  Viguiera  sont un genre de plante appartenant à la famille des  Asteracées et originaires du continent américain. Le genre comprend plus de 19 espèces.
Viguiera dentata est l'une des importantes plantes mellifères  au Mexique.